# دوق برغونية

شعار وعلم برغونية (الصليب البرغونية)

دوق بُرْغُونِيَة أو بَرجُونِية أو بورغندي (لغة فرنسية: duc de Bourgogne) كان لقباً حمله حكام دوقية بورغونيا، وهي جزء صغير من الأراضي التقلييدية للبرغنديون.

## قائمة دوقات برغونية

### أسرة بوزونيد

شعار دوق برغونية (1430–1482)

كان مارغريف الأول (marchio)، وأخيراً دوق (dux) برغونية ريتشارد من سلالة أردنيز، بحيث تم إنشاؤها من دمج عدة مقاطعات إقليمية من كونتات مملكة بروفانس التي كانت حاكمها شقيقه بوسو.
حكمت ذريته وأقاربهم عن طريق الزواج الدوقية.
- ريتشارد القاضي (921-880).
- رودولف (923-921) أيضا ملك فرنسا.
- هيو الأسود (952-923).
- جيلبرت (956-952).

### أسرة روبرتيون
- أوتو (965-956).
- أودو-هنري الكبير (1002-965).
- أوتو-ويليام (1004-1002).

### أسرة كابيه
في 1004، ضمت الدوقية من قبل ملك إلى أسرة كابيه، ومع ذلك بقى أوتو-ويليام متحافظاً بـ كونتية برغونية وأسس أسرة إيفريا.
- روبرت (1016-1004)، (أيضا:ملك فرنسا، كـ روبرت الثاني).
- هنري (1032-1016)، (لاحقا:ملك فرنسا، كـ هنري الأول).

### أسرة برغونية (1032–1361)
روبرت، ابن روبرت الثاني ملك فرنسا حصل على الدوقية كـ تسوية للصلح بينهما بعد أن شكك في خلافة شقيقه هنري على العرش.
| الصورة | الأسم                                             | الميلاد     | بداية حكمه              | نهاية حكمه              | الوفاة                  | ملاحظة                                                                           |
| ------ | ------------------------------------------------- | ----------- | ----------------------- | ----------------------- | ----------------------- | -------------------------------------------------------------------------------- |
|        | روبرت الأول العجوز (Robert Ier le Vieux)          | 1011        | 1032                    | 21 مارس 1076            | 21 مارس 1076            | الابن الأصغر لـ روبرت الثاني ملك فرنسا.                                          |
|        | هيو الأول (Hugues Ier)                            | 1057        | 21 مارس 1076            | 1079                    | 29 أغسطس 1093           | الابن البكر لـ هنري من برغونية، حفيد روبرت الأول. تنازل لصالح شقيقه الأصغر، أودو |
|        | أودو الأول بوريل الأحمر (Eudes Ier Borel le Roux) | 1058        | 1079                    | 23 مارس 1103            | 23 مارس 1103            | الأخ الأصغر لـ هيو الأول.                                                        |
|        | هيو الثاني (Hugues II)                            | 1084        | 23 مارس 1103            | 1143                    | 1143                    | ابن أودو                                                                         |
|        | أودو الثاني (Eudes II)                            | 1118        | 1143                    | 27 يونيو/27 سبتمبر 1162 | 27 يونيو/27 سبتمبر 1162 | الابن البكر لـ هيو الثاني                                                        |
|        | هيو الثالث (Hugues III)                           | 1142        | 27 يونيو/27 سبتمبر 1162 | 25 أغسطس 1192           | 25 أغسطس 1192           | الابن البكر لـ أودو الثاني                                                       |
|        | أودو الثالث (Eudes III)                           | 1166        | 25 أغسطس 1192           | 6 يوليو 1218            | 6 يوليو 1218            | الابن البكر لـ هيو الثالث                                                        |
|        | هيو الرابع (Hugues IV)                            | 9 مارس 1213 | 6 يوليو 1218            | 27 أكتوبر 1271          | 27 أكتوبر 1271          | الابن البكر لـ أودو الثالث                                                       |
|        | روبرت الثاني (Robert II)                          | 1248        | 27 أكتوبر 1271          | 21 مارس 1306            | 21 مارس 1306            | الابن الأكبر المتبقي لـ هيو الرابع                                               |
|        | هيو الخامس (Hugues V)                             | 1282        | 21 مارس 1306            | 9 مايو 1315             | 9 مايو 1315             | الابن البكر لـ روبرت الثاني                                                      |
|        | أودو الرابع (Eudes IV)                            | 1295        | 9 مايو 1315             | 3 أبريل 1350            | 3 أبريل 1350            | شقيق الأصغر لـ هيو الخامس.                                                       |
|        | فيليب الأول من روفريس (Philippe Ier de Rouvres)   | 1346        | 3 أبريل 1350            | 21 نوفمبر 1361          | 21 نوفمبر 1361          | حفيد أودو الرابع.                                                                |

### عائلة فالوا-برغونية، (1363–1482)
جان الثاني ملك فرنسا، ثاني ملك فرنسا من أسرة فالوا، ادعى الدوقية بعد وفاة فيليب الأول على أساس قرابة الدم، ونجاح في ذلك بعد أن زاح منافسه شارل الثاني ملك نافارا عنها، ثم مررت إلى ابنه الأصغر فيليب.
| الصورة | الاسم               | تاريخ الميلاد  | تاريخ الوفاة   | الحكم                              | القرابة                   |
| ------ | ------------------- | -------------- | -------------- | ---------------------------------- | ------------------------- |
|        | فيليب الثاني الجريء | 15 يناير 1342  | 27 أبريل 1404  | 6 ستبمبر 1363 إلى 27 أبريل 1404    | الابن الأصغر لـ جان الطيب |
|        | جان الثاني الجسور   | 28 مايو 1371   | 10 سبتمبر 1419 | 16/21 مارس 1405 إلى 10 سبتمبر 1419 | ابنه                      |
|        | فيليب الثالث الطيب  | 31 يوليو 1396  | 15 يونيو 1467  | 10 سبتمبر 1419 إلى 15 يونيو 1467   | ابنه                      |
|        | شارل الأول الجريء   | 10 نوفمبر 1433 | 5 يناير 1477   | 15 يونيو 1467 إلى 5 يناير 1477     | ابنه                      |
|        | ماري الأولى الثرية  | 13 فبراير 1457 | 27 مارس 1482   | 5 يناير 1477 إلى 27 مارس 1482      | ابنته                     |

### أسرة هابسبورغ، (1700-1482)
في 1477، تم ضم الأراضي دوقية برغونية من قبل فرنسا، وفي نفس العام تزوجت ماري الثرية من ماكسيميليان، أرشيدوق النمسا، مما أدى إلى سيطرة هابسبورغ على ما تبقى من الميراث برغونية .
على الرغم من أن أراضي دوقية برغونية نفسه بقيت في يد فرنسا، ومع ذلك ظلت سلالة هابسبورغ في السيطرة على لقب دوق برغونية وأجزاء أخرى من الميراث برغونية، ولا سيما في البلدان المنخفضة وكونتية برغونية في الإمبراطورية الرومانية المقدسة.
- ماكسيمليان الأول (1477-1482 مع زوجته، الوصي 1482-1494)
- فيليب الرابع الوسيم (الألمانية: Philipp der Schöne؛الفرنسية:Philippe le Bel)، لقب دوق برغونية باسم فيليب الرابع (1482-1506).
- شارل الثاني (إمبراطور كارل الخامس وملك كارلوس الأول) 1506-1555.

| الصورة | الأسم                                    | الميلاد        | بداية حكمه     | نهاية حكمه     | الوفاة         | ملاحظة | الشعار |
| ------ | ---------------------------------------- | -------------- | -------------- | -------------- | -------------- | --- | ------ |
|        | فيليب الرابع الوسيم (Philippe IV le Bel) | 22 يوليو 1478  | 22 فبراير 1482 | 25 سبتمبر 1506 | 25 سبتمبر 1506 | الابن البكر لـ الدوقة ماري وماكسيمليان من هابسبورغ                                                        |        |
|        | شارل الثاني                              | 24 فبراير 1500 | 25 سبتمبر 1506 | 16 يناير 1556  | 21 سبتمبر 1558 | الابن البكر لـ فيليب الوسيم. أيضا: كارلوس الأول من قشتالة وأراغون، و إمبراطور الروماني المقدس كارل الخامس |        |

- فيليب الخامس (الملك فيليب الثاني من إسبانيا) 1556-1598.
- فيليب السادس (الملك فيليب الثالث من إسبانيا) 1598-1621.
- فيليب السابع (الملك فيليب الرابع من إسبانيا) 1621-1665.
- شارل الثالث (الملك كارلوس الثاني من إسبانيا) 1665-1700.

### أسرة بوربون، إدعياء اللقب (1713-1700)
وقد ادعى اللقب لفترة وجيزة من قبل ملك فيليب الخامس ملك إسبانيا (فيليب الثامن) من عائلة بوربون بين 1700-1713 عندما كانت الخلافة العرش الإسباني متنازع عليها بين آل هابسبورغ وبوربون.
في الوقت نفسه، مختلف أعضاء العائلة المالكة الفرنسية وأبرزها لويس، دوفين فرنسا والد لويس الخامس عشر من فرنسا استخدم هذا اللقب أيضا.

### أسرة هابسبورغ، (1795-1713)
بعد تقسيم ممتلكات أسرة هابسبورغ إسبانيا، حصلت أسرة هابسبورغ النمسا على الدوقية منذ عام 1713.
- شارل الرابع (الإمبراطور كارل السادس) 1713-1740.
- ماري تيريز 1740-1780 وفرانسوا الأول (الإمبراطور فرانتس الأول) (1740-1765 مع زوجته).
- جوزيف (الإمبراطور يوزف الثاني) 1780-1790 .
- ليوبولد (الإمبراطور ليوبولد الثاني) 1790-1792.
- فرانسوا الثاني (الإمبراطور فرانتس الثاني) 1792-1795.

### أسرة بوربون، إحياء اللقب (1975 إلى الوقت الحاضر)
- الملك خوان كارلوس الأول من إسبانيا (1975-2014).
- الملك فيليب السادس في إسبانيا كـ (فيليب التاسع) (2014 إلى الوقت الحاضر) - يعتبر واحد من ألقاب التاج الإسباني.
- أمير لويس دي بوربون (2010 إلى الوقت الحاضر) - يستخدم اللقب كـ المناصر للسلطة التشريعية هو مدعي العرش الفرنسي.

## مزيد من القراءة
- Calmette, Joseph. Doreen Weightman, trans. The Golden Age of Burgundy; the Magnificent Dukes and Their Courts. New York: W.W. Norton, 1962.
- Chaumé, Maurice. Les Origines du Duché de Bourgogne. 2v. in 4 parts. Dijon: Jobard, 1925 (Darmstadt: npub, 1977).